# مقاطعة نوكس (تكساس)
مقاطعة نوكس (بالإنجليزية: Knox  County)‏ هي إحدى المقاطعات في ولاية تكساس، الولايات المتحدة الأمريكية.

## أعلام
- باد أوسبورن